# 瓦爾納車站
43°11′53″N 27°54′44″E / 43.19806°N 27.91222°E
瓦爾納車站（羅馬化：Zhelezopatna gara Varna）是保加利亞第三大城市瓦爾納的主要鐵路車站。瓦爾納的第一座車站於1866年隨瓦爾納至魯塞的鐵路線開通而啟用，是保加利亞最古老的火車站之一。
現今的車站主體大樓興建於1908年，1925年竣工，站房於2004年和2005年進行翻新。車站大樓由曾負責布爾加斯中央車站的建築師尼古拉·科斯托夫夫（Nikola Kostov）和基里爾·馬里奇科夫（Kiro Marichkov）分段建造，採用新藝術風格設計，意大利的建築師則參與了室內外裝飾的設計。
瓦爾納火車站曾經是東方快車在1883年至1885年間停站的站點之一，至今仍是一座重要的鐵路樞紐，擁有三條通往保加利亞首都索非亞的路線。

## 外部連結
维基共享资源上的相關多媒體資源：瓦爾納車站